# Друга Безіменна вежа
55°44′59″ пн. ш. 37°37′13″ сх. д. / 55.749615° пн. ш. 37.620363° сх. д.
Друга Безіменна вежа (рос. Вторая Безымянная башня) — вежа південного муру Московського Кремля, споруджена вздовж Москви-ріки в 1480-х роках, яку декілька разів руйнували й відновлювали. Є однією з найнижчих кремлівських веж — її висота становить 30,2 м. Розташована на схід від Першої Безіменної вежі.

## Опис
Друга Безіменна вежа є глухою і має чотири поверхи. Підмурів'ям вежі є чотиригранник, а навершя має форму чотиригранної піраміди. Нижня частина прикрашена цегляними колонками. Шатро вежі покрито зеленою черепицею.
Внутрішній простір вежі утворено двома ярусами приміщень. Нижній ярус має циліндричне склепіння, а верхній — склепіння зімкнуте з розпалубками. Верхній четверик розкритий всередину шатра, тобто між четвериком і шатром немає внутрішнього перекриття і одна конструкція переходить в іншу. Завершенням вежі служить восьмигранне шатро з флюгером. Вікно на другому поверсі вежі виконано у формі коліна, аналогічне прорубане тільки у Благовіщенській вежі. Склепіння цього поверху було пробито, а з нього виходить залізна труба від кузні, що колись розташовувалася на нижньому поверсі.